# Guru Shikhar
Der zum Aravalligebirge gehörende Guru Shikhar ist mit seiner Höhe von 1722 m der höchste Berg im indischen Bundesstaat Rajasthan.

## Lage
Der Gipfel des Guru Shikhar befindet sich ca. 15 km (Fahrtstrecke) nordöstlich der ca. 1150 m hoch gelegenen Stadt Mount Abu; vom Ort Achalgarh aus sind es nur etwa 10 km. Die Hänge des Berges sind stellenweise bewaldet oder von Büschen bestanden, wohingegen der Gipfel von einem kahlen Felsplateau gebildet wird.

## Dattatreya-Tempel
Nahezu alle Berge und Gipfel Indiens werden im Hinduismus als Sitz von Göttern angesehen. Auf dem Guru Shikhar steht seit Jahrhunderten ein der dreiköpfigen synkretistischen Gottheit Dattatreya geweihter Hindu-Tempel, der jedoch immer wieder verändert wurde. In Dattatreya vereinen sich Aspekte der drei Hochgötter Brahma, Shiva und Vishnu. Auch Ahilya, der Mutter Dattatreyas, ist ein Schrein gewidmet.

## Sonstiges
Auf einem kleineren Nebengipfel steht ein Observatorium.